# Roberto Castrillo
Roberto Marcelo Castrillo García (ur. 30 czerwca 1941 w Guanajay) – kubański strzelec sportowy. Brązowy medalista olimpijski z Moskwy.
Specjalizował się w skeecie. Zawody w 1980 były jego trzecimi igrzyskami olimpijskimi, wcześniej brał udział w IO 72 i IO 76. Pod nieobecność sportowców z części krajów Zachodu sięgnął po brązowy medal w swej koronnej konkurencji. Wyprzedzili go jedynie Hans Kjeld Rasmussen i Lars-Göran Carlsson. Był srebrnym (1983) i brązowym (1979) medalistą igrzysk panamerykańskich w konkurencji indywidualnej oraz pięciokrotnym medalistą w drużynie.